# Cécile Storti
Pour les articles homonymes, voir Storti.
Cécile Storti, née le 5 avril 1983 à Évian-les-Bains, est une fondeuse française. 

## Carrière
Elle débute en Coupe du monde durant la saison 2003-2004 et marque ses premiers points en terminant 16e du dix kilomètres libre de Canmore en décembre 2005.
Elle participe aux Jeux olympiques d'hiver de 2006, à Turin où elle 9e en relais et 44e de la poursuite. Quatre plus tard, elle prend part aux Jeux olympiques de Vancouver où elle est 6e en relais.
Elle se retire des compétitions de ski de fond après les Jeux de Vancouver.

## Palmarès

### Coupe du monde
- Meilleur classement général : 77e en 2010.
- Meilleure performance individuelle : 16e.